# Francesco Roberti
Francesco Roberti, italijanski rimskokatoliški duhovnik, škof in kardinal, * 7. julij 1889, Pergola, † 16. julij 1977.

## Življenjepis
3. avgusta 1913 je prejel duhovniško posvečenje.
9. marca 1946 je postal tajnik Zbora Rimske kurije.
15. decembra 1958 je bil povzdignjen v kardinala in imenovan za kardinal-diakona S. Maria in Cosmedin.
14. novembra 1959 je postal prefekt Apostolske signature.
5. aprila 1962 je bil imenovan za naslovnega nadškofa Columnate in 19. aprila istega leta je prejel škofovsko posvečenje; naslednje leto je odstopil z nadškofovskega položaja.
26. junija 1967 je postal kardinal-duhovnika Ss. XII Apostoli.
24. marca 1969 se je upokojil.